# Moldavsko na Letních olympijských hrách 2004
Moldavsko na Letních olympijských hrách 2004 v Aténách reprezentovalo 33 sportovců z toho 26 mužů a 7 žen. Reprezentanti nevybojovali žádnou medaili, jedná se tak o jediné olympijské hry, na kterých Moldavsko žádnou medaili nezískalo. Největší úspěchy zaznamenali judista Victor Bivol, který skončil v kategorii do 73 kg celkově pátý a vzpěrač Alexandru Bratan, který se umístil na 4. místě v kategorii do 105 kg.